# جبل المعاقيب (أسلم)

تعديل مصدري - تعديل

جبل المعاقيب هي إحدى قرى عزلة أسلم الشام بمديرية أسلم التابعة لمحافظة حجة، بلغ تعداد سكانها 64 نسمة حسب تعداد اليمن لعام 2004.